# 拉瓊日
拉瓊日是波蘭的城鎮，位於該國中部，由馬佐夫舍省負責管轄，始建於十世紀，面積3.82平方公里，鎮上的猶太人墳場建於十九世紀，2006年人口4,752。

## 外部連結
- Jewish Community in Raciąż （页面存档备份，存于） on Virtual Shtetl